# یون چه کیونگ
یون چائه-کیونگ (به انگلیسی: Yoon Chae-kyung)(زاده ۷ ژوئیه ۱۹۹۱) خواننده کره‌ای است.
او عضو گروه آی.بی.آی بود.